# گمینا چارن دونایتس
گمینا چارن دونایتس (به لهستانی:  Gmina Czarny Dunajec) یک گمینا در لهستان است که در شهرستان نوو تارگ واقع شده‌است. گمینا چارن دونایتس ۲۱۸٫۳۴ کیلومتر مربع مساحت و ۲۱٬۱۸۶ نفر جمعیت دارد.